# Auto Mobil International

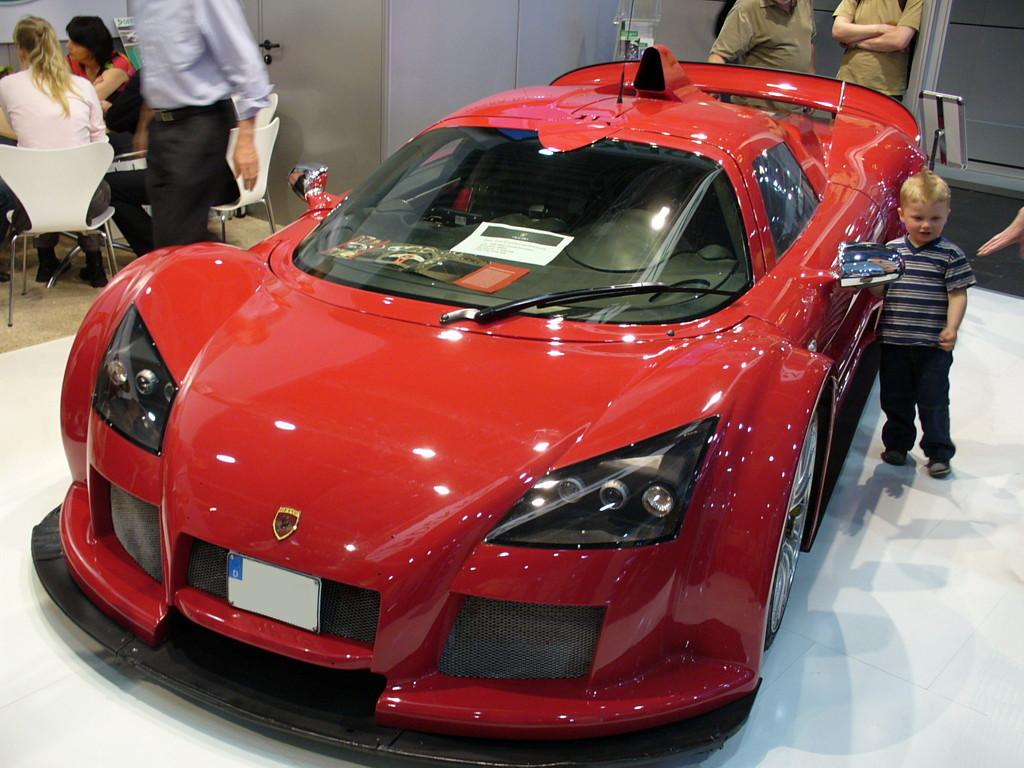
Gumpert Apollo op de AMI

De Auto Mobil International (AMI) is een autosalon gehouden in de Leipziger Messe in Leipzig in Duitsland. In 2010 werd de beurs gehouden van 10 t/m 18 april. Er waren circa 500 deelnemers. Parallel aan de AMI vindt de AMITEC plaats een vakbeurs voor auto-onderdelen, werkplaats en service.